# Reece Shearsmith
Reeson Wayne "Reece" Shearsmith (Hull, Yorkshire, 27 de agosto de 1969) es un actor, escritor y comediante británico. Es mejor conocido por ser miembro de The League of Gentlemen, junto a Steve Pemberton, Mark Gatiss y Jeremy Dyson. Con Pemberton, más tarde creó, escribió y protagonizó la comedia Psychoville, así como la serie de antología de comedia negra Inside No. 9.
También ha tenido papeles destacados en Spaced y The World's End.

## Primeros años
Shearsmith nació en Hull, East Riding de Yorkshire, como Reeson Wayne Shearsmith. Asistió a la escuela secundaria Andrew Marvell y luego a la Facultad de Educación Bretton Hall, donde conoció a Mark Gatiss y Steve Pemberton, compañeros actores y comediantes.

## Carrera

### 1995-2005: inicios de carrera yThe League of Gentlemen
The League of Gentlemen comenzó como un acto teatral en 1995, se transfirió a Radio 4 como On the Town con The League of Gentlemen en 1997 y luego llegó a la televisión en BBC Two en 1999.
Este último le valió a Shearsmith y sus colegas el British Academy Television Award, Royal Television Society Award y la prestigiosa Rose d'Or de Montreux.
Después de The League of Gentlemen, Shearsmith apareció en programas de comedia que incluyen Max and Paddy's Road to Nowhere, además de interpretar al villano Tony en la comedia Catterick de Vic Reeves y Bob Mortimer.
Apareció en dos episodios de la galardonada comedia de cultura pop Spaced como Dexter, el soldado obsesionado con Robot Wars, e interpretó al neurótico Doctor Flynn en la comedia hospitalaria TLC junto a Alexander Armstrong.

### 2005-2013: teatro,Psychovilley éxito continuo
De marzo de 2006 a enero de 2007 apareció en el West End como Leo Bloom en Los productores.
En el lanzamiento en DVD en inglés de 2008 de la película animada noruega de culto de 2006 Free Jimmy, Shearsmith interpretó al personaje de "Ante", un motociclista corpulento y vestido de manera extraña, miembro de la "mafia lapona". En esta, su voz se utiliza junto con la de Steve Pemberton y Mark Gatiss.
Psychoville comenzó en junio de 2009 y marcó su regreso a BBC2. La serie de comedia negra fue escrita por Shearsmith y su compañero de redacción de League of Gentlemen, Steve Pemberton. Tanto Shearsmith como Pemberton interpretaron numerosos personajes en el programa, que duró dos series y un especial de Halloween.
En 2010, Shearsmith apareció en la comedia negra de John Landis, Burke and Hare.
En 2011, el nuevo musical de Cameron Mackintosh, Betty Blue Eyes, se estrenó en el West End, en el que Shearsmith interpretó al marido oprimido Gilbert Chilvers (un podólogo) junto a Sarah Lancashire. También en 2011, interpretó a Harry Wiseman en Eric & Ernie, un largometraje televisivo sobre Morecambe y Wise.
En 2012, apareció en Bad Sugar, un piloto de comedia escrito por Sam Bain y Jesse Armstrong, junto con Olivia Colman, Julia Davis y Sharon Horgan. Se canceló un pedido de serie completa debido a la disponibilidad de los escritores y el elenco. También apareció en el piloto de comedia The Function Room.
En 2013, interpretó a Patrick Troughton en An Adventure in Space and Time, un docu-drama sobre la concepción y realización de Doctor Who, que fue escrito por Mark Gatiss.
Trabajó nuevamente con Vic Reeves y Bob Mortimer en la primera serie de House of Fools como Martin el fantasma y en el especial de Navidad como Santa. Hizo dos apariciones especiales en Psychobitches de Jeremy Dyson como Old Mother Shipton en la primera serie y Princess Margaret en la segunda serie. También en 2013, protagonizó A Field in England de Ben Wheatley como Whitehead y apareció en The World's End.

### 2014-presente:Inside No. 9y dramas de ITV
En 2014, Shearsmith y Pemberton regresaron a BBC2 con una nueva serie de comedia negra llamada Inside No. 9. Cada episodio de la serie de antología tiene lugar en una unicación con el 'No. 9'. Shearsmith y Pemberton interpretan a varios personajes de la serie y también dirigieron dos de los episodios. También en 2014, interpretó a Malcolm Webster en la serie dramática de ITV, basada en una historia real, The Widower.
Interpretó al sargento detective Stone en Chasing Shadows, una serie dramática de ITV sobre personas desaparecidas.
En 2015, interpretó a Gagan Rassmussen en el episodio de la Serie 9 de Doctor Who "Ya no dormirá", Steele en Rascacielos dirigida por Ben Wheatley, Ray en Car Share de Peter Kay y el Pastor John en los especiales navideños de Hunderby de Julia Davis. En febrero de 2015, Shearsmith fue entrevistado por Adam Buxton en Chain Reaction de BBC Radio 4 y luego entrevistó a Bob Mortimer.
Apareció en Hangmen en el Royal Court Theatre del jueves 10 de septiembre al sábado 10 de octubre de 2015.
En 2016, apareció en Mid Morning Matters con Alan Partridge, la serie de comedia musical estadounidense Galavant y el thriller de comedia negra Stag. Apareció en vivo en el Latitude Festival en Southwold, Suffolk.
Un especial de Navidad de Inside No. 9 se emitió en diciembre de 2016 y una tercera serie en 2017.
En 2017, Shearsmith apareció en la película parcialmente animada Borley Rectory: The Most Haunted House in England. Fue escrita y dirigida por Ashley Thorpe y coprotagonizada por Jonathan Rigby. Shearsmith también apareció en el papel principal en The Dresser en el Chichester Festival Theatre, además de reunirse con The League of Gentlemen para tres especiales de televisión, transmitidos por BBC2 en diciembre de 2017.
Shearsmith apareció como él mismo en el cortometraje de 2018 To Trend en Twitter en ayuda de la organización benéfica CLIC Sargent para jóvenes con cáncer con sus compañeros comediantes David Baddiel, Steve Pemberton, Helen Lederer y el actor Jason Flemyng.
En 2020, recibió una nominación al Premio Laurence Olivier al Mejor Actor de Reparto por su interpretación del Presidente y Jon en A Very Expensive Poison en The Old Vic.
En 2021, apareció como concursante en la cuarta temporada de The Great British Bake Off For Stand Up To Cancer. Por su actuación en la Serie 5 de Inside No. 9, Shearsmith recibió una nominación a Mejor Actuación de Comedia Masculina en los British Academy Television Awards de 2021. En diciembre de 2021, Shearsmith y Pemberton realizaron una gira por el Reino Unido como Inside No.9: An Evening With Reece Shearsmith y Steve Pemberton respondiendo preguntas de los fanáticos y compartiendo historias detrás de escena de la serie.
En abril de 2022, Shearsmith una vez más coescribió y protagonizó la séptima serie de Inside No. 9. La serie se estrenó el 20 de abril de 2022. En mayo de 2022, Shearsmith interpretó a Peter en The Unfriend, junto a Frances Barber y Amanda Abbington. La obra fue escrita por Steven Moffatt y dirigida por Mark Gatiss. La obra se trasladó al West End en 2023. En septiembre de 2022, Shearsmith protagonizó la película de Tom George See How They Run, donde interpretó al productor de cine británico John Woolf. En el episodio n.º 532 de Empire Podcast, grabado el 10 de septiembre de 2022, Shearsmith anunció que había filmado un papel en la próxima película de suspenso de Emerald Fennell, Saltburn, sobre una familia aristocrática inglesa.

## Vida personal
Shearsmith y su esposa Jane tienen dos hijos.

## Filmografía

### Cine
| Año  | Título                                  | Papel                      | Notas                 |
| ---- | --------------------------------------- | -------------------------- | --------------------- |
| 1995 | P.R.O.B.E. – The Devil of Winterborne   | Andrew Powell              | Video                 |
| 1996 | P.R.O.B.E. – The Ghosts of Winterborne  | Andrew Powell              | Cortometraje          |
| 1997 | Auton                                   | Dr. Daniel Matthews        | Video                 |
| 1999 | This Year's Love                        | Turista                    |                       |
| 2001 | Birthday Girl                           | Porter                     |                       |
| 2004 | Shaun of the Dead                       | Mark                       |                       |
| 2005 | The Hitchhiker's Guide to the Galaxy    | Voces adicionales de Vogon |                       |
| 2005 | The League of Gentlemen's Apocalypse    | Varios                     | También escritor      |
| 2006 | Free Jimmy                              | Ante (voz)                 | Doblaje en inglés     |
| 2006 | The League of Gentlemen Are Behind You! | Varios                     | Video                 |
| 2008 | The Cottage                             | Peter                      |                       |
| 2010 | Burke and Hare                          | Sargento Mackenzie         |                       |
| 2010 | Good Boy                                | Underdog                   | Cortometraje          |
| 2012 | Him Indoors                             | Gregory Brewster           | Cortometraje          |
| 2013 | A Field in England                      | Whitehead                  |                       |
| 2013 | The World's End                         | Colaborador                |                       |
| 2015 | Rascacielos                             | Nathan Steele              |                       |
| 2017 | Borley Rectory                          | V. C. Wall                 |                       |
| 2021 | In the Earth                            | Zach                       |                       |
| 2021 | Venom: Let There Be Carnage             | Sacerdote                  |                       |
| 2022 | See How They Run                        | John Woolf                 |                       |
| 2023 | Saltburn                                | Profesor Ware              |                       |
| 2024 | Wallace & Gromit: Vengeance Most Fowl   | Norbot (voz)               | Película de animación |

### Televisión
| Año  | Título                                            | Papel                       | Notas                                             |
| ---- | ------------------------------------------------- | --------------------------- | ------------------------------------------------- |
| 1995 | Alas Smith and Jones                              | Desconocido                 |                                                   |
| 1995 | London's Burning                                  | Martin                      | Episodio #8.2                                     |
| 1996 | Friday Night Armistice                            | Intérprete                  |                                                   |
| 1996 | Mash and Peas                                     | Jerry Berkowi               | Episodio: "American Sitcoms"                      |
| 1998 | Lenny Goes to Town                                | Desconocido                 | Episodio: "Brighton"                              |
| 1998 | Alexei Sayle's Merry-Go-Round                     | Phillip Arthurs             | Episodio #1.5                                     |
| 1998 | In the Red                                        | Periodista de radiodifusión | 3 episodios                                       |
| 1999 | The League of Gentlemen                           | Varios                      | 22 episodios; también escritor                    |
| 2000 | Randall and Hopkirk (Deceased)                    | Helium Harry                | Episodio: "Two Can Play at That Game"             |
| 2001 | Spaced                                            | Dexter                      | 2 episodios                                       |
| 2002 | TLC                                               | Dr. Laurence Flynn          | 6 episodios                                       |
| 2002 | Robbie the Reindeer: Legend of the Lost Tribe     | Viking (voz)                | Película de televisión                            |
| 2004 | Catterick                                         | Tony                        | 6 episodios                                       |
| 2004 | Monkey Trousers                                   | Varios                      | Película de televisión                            |
| 2004 | Max and Paddy's Road to Nowhere                   | Bobster                     | Episodio #1.3                                     |
| 2007 | The Abbey                                         | Dr. Darren                  | Película de televisión                            |
| 2007 | Agatha Christie's Marple                          | Inspector Huish             | Episodio: "Ordeal by Innocence"                   |
| 2007 | Modern Men                                        | Actor                       |                                                   |
| 2007 | Comedy Showcase                                   | Freddie                     | Episodio: "Ladies and Gentlemen"                  |
| 2007 | Christmas at the Riviera                          | Ashley                      | Película de televisión                            |
| 2008 | New Tricks                                        | Jeremy Kirk                 | Episodio: "A Face for Radio"                      |
| 2008 | Coming Up                                         | Lickle Bill Um              | Episodio: "Lickle Bill Um"                        |
| 2009 | Would I Lie to You?                               | Él mismo                    | Episodio #3.8                                     |
| 2009 | Mid Life Christmas                                | Vicar                       | Película de televisión                            |
| 2009 | Psychoville                                       | Varios                      | 14 episodios; también escritor                    |
| 2010 | The First Men in the Moon                         | Moon                        | Película de televisión                            |
| 2010 | The Bear                                          | Luka                        | Película de televisión                            |
| 2011 | Eric and Ernie                                    | Harry Wiseman               | Película de televisión                            |
| 2012 | The Hollow Crown                                  | Davy                        | Episodio: "Henry IV, Part II"                     |
| 2012 | Comedy Showcase                                   | P.C. Bracket                | Episodio: "The Function Room"                     |
| 2012 | Swiftcover SwiftBrothers advertising campaign     | Actor de voz                |                                                   |
| 2012 | Comedy Showcase                                   | Greg                        | Episodio: "Bad Sugar"                             |
| 2012 | Silent Night of the Living Dead                   | Actor                       |                                                   |
| 2012 | Horrible Histories                                | Productor de Hollywood # 1  | 10 episodios                                      |
| 2013 | An Adventure in Space and Time                    | Patrick Troughton           | Película de televisión                            |
| 2013 | Psychobitches                                     | Varios                      | 2 episodios                                       |
| 2014 | The Widower                                       | Malcolm Webster             | 3 episodios                                       |
| 2014 | Chasing Shadows                                   | Sean Stone                  | 4 episodios                                       |
| 2014 | House of Fools                                    | Martin / Santa              | 2 episodios                                       |
| 2014 | Dead Funny: Horror Stories by Comedians           | Escritor                    |                                                   |
| 2014 | Inside No. 9                                      | Varios                      | También escritor y director; 45 episodios         |
| 2015 | Peter Kay's Car Share                             | Ray the Fishmonger          | Episodio #1.3                                     |
| 2015 | Doctor Who                                        | Gagan Rassmussen            | Episodio: "Ya no dormirá"                         |
| 2015 | Hunderby                                          | Pastor John                 | 2 episodios                                       |
| 2016 | Galavant                                          | Neo de Sporin               | Episodio: "Love and Death"                        |
| 2016 | Mid Morning Matters with Alan Partridge           | Jasper Jones                | Episodio: "Jasper + Chef"                         |
| 2016 | Stag                                              | Wendy                       | 2 episodios                                       |
| 2016 | Diddy TV                                          | Mr. Stockholm               | 4 episodios                                       |
| 2019 | Good Omens                                        | William Shakespeare, Furfur | Temporada 1: 1 episodio, temporada 2: 3 episodios |
| 2019 | The Adventures of Paddington                      | Sr. Curry (voz)             |                                                   |
| 2021 | The Great British Bake Off For Stand Up To Cancer | Él mismo/concursante        | Episodio #4.3                                     |
| 2021 | Fundación                                         | Jerril                      | 2 episodios                                       |
| 2022 | The Witchfinder                                   | Matthew Hopkins             | Serie 1, episodio 6                               |
| 2024 | El problema de los tres cuerpos                   | Alan Tuming                 | Episodio 1.3                                      |

### Teatro
| Año  | Título                                  | Papel                    | Notas                                  |
| ---- | --------------------------------------- | ------------------------ | -------------------------------------- |
| 1995 | The League of Gentlemen                 | Varios                   | Show de teatro; también escritor       |
| 2001 | A Local Show for Local People           | Varios                   | Teatro Drury Lane; también escritor    |
| 2002 | Arte                                    | Yvan                     | Whitehall Theatre                      |
| 2005 | The League of Gentlemen Are Behind You! | Intérprete               | Varios teatros; también escritor       |
| 2005 | Como gustéis                            | Jacques                  | Wyndham's Theatre                      |
| 2006 | Los productores                         | Leo Bloom                | Teatro Drury Lane                      |
| 2008 | The Common Pursuit                      | Nick                     | Menier Chocolate Factory               |
| 2009 | Comedians                               | Phil Murray              | Lyric Hammersmith                      |
| 2010 | Ghost Stories                           | Profesor Phillip Goodman | Duke of York's Theatre                 |
| 2011 | Betty Blue Eyes                         | Gilbert Chilvers         | Novello Theatre                        |
| 2012 | Absent Friends                          | Colin                    | Harold Pinter Theatre                  |
| 2014 | Cool Rider                              | Sr. Stewart              | Lyric Theatre, Londres                 |
| 2015 | Hangmen                                 | Syd Armfield             | Royal Court Theatre; deMartin McDonagh |
| 2016 | The Dresser                             | Norman                   | Duke of York's Theatre                 |
| 2018 | Hangmen                                 | Syd Armfield             | Atlantic Theater Company               |
| 2019 | A Very Expensive Poison                 | El Presidente / Jon      | The Old Vic                            |
| 2022 | The Unfriend                            | Peter                    | Minerva Theatre, Chichester            |
| 2023 | The Unfriend                            | Peter                    | Criterion Theatre, Londres             |